# Diemen
Pour les articles homonymes, voir Van Diemen.
Diemen (en néerlandais : [ˈdimə(n)] ) est une commune néerlandaise située en province de Hollande-Septentrionale. Membre de la Stadsregio Amsterdam, regroupant la capitale Amsterdam et les communes alentour, elle compte 27 362 habitants en 2017.

## Géographie

### Situation

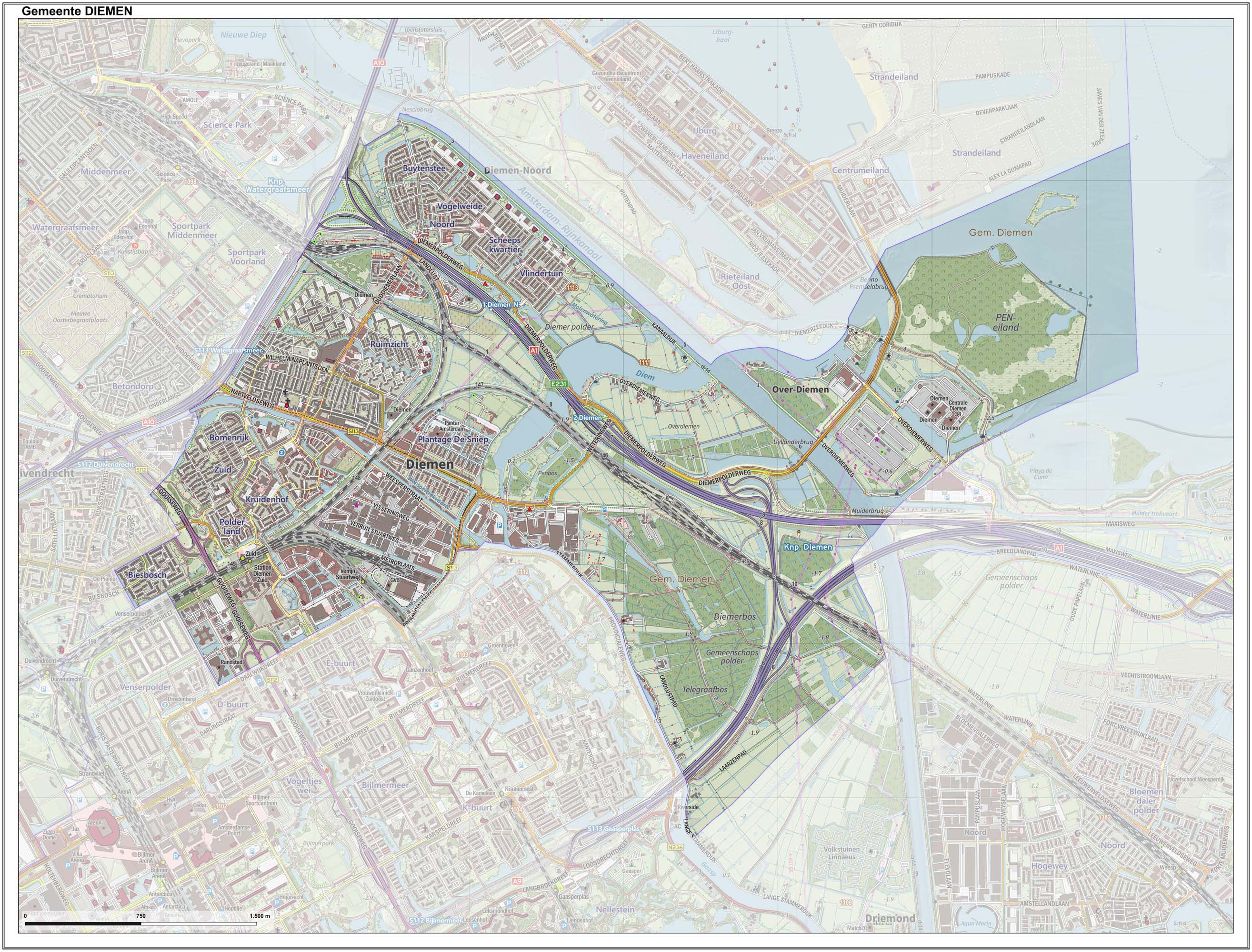
Carte topographique de la commune de Diemen (2020).

La commune de Diemen couvre une superficie de 14,04 km2 dont 2,05 km2 d'eau pour une densité de population de 1 949 habitants par km2 (2017). Elle se situe dans le sud-est de la province de Hollande-Septentrionale, dans la partie ouest des Pays-Bas.
Elle est bordée au nord par la commune d'Amsterdam (limite suivant en partie l'autoroute A10 et le canal d'Amsterdam au Rhin), à l'est par l'Ĳmeer et la commune de Gooise Meren, au sud par une exclave de la commune d'Amsterdam, son arrondissement Sud-Est (limite suivant en partie l'autoroute A9), ainsi que par la commune Ouder-Amstel à l'ouest.

### Transports
En termes de transport routier, Diemen est desservie par les autoroutes A1, A9 et A10 (périphérique amstellodamois).
En termes de transport ferroviaire, Diemen sert de point de terminus sud-est à la ligne 19 du tramway d'Amsterdam, à la station Diemen Sniep. La ligne 53 du métro d'Amsterdam traverse la commune avec deux stations (Diemen-Sud et Verrijn Stuartweg). La commune compte deux gares desservies par les services régionaux (Sprinter) de Nederlandse Spoorwegen (NS) : Diemen, sur la ligne d'Amsterdam à Zutphen, ainsi que Diemen-Sud, sur la ligne de Weesp à Leyde. La première est munie d'un passage à niveau sur l'Ouddiemerlaan, qui doit être remplacé par un tunnel à l'horizon 2023.

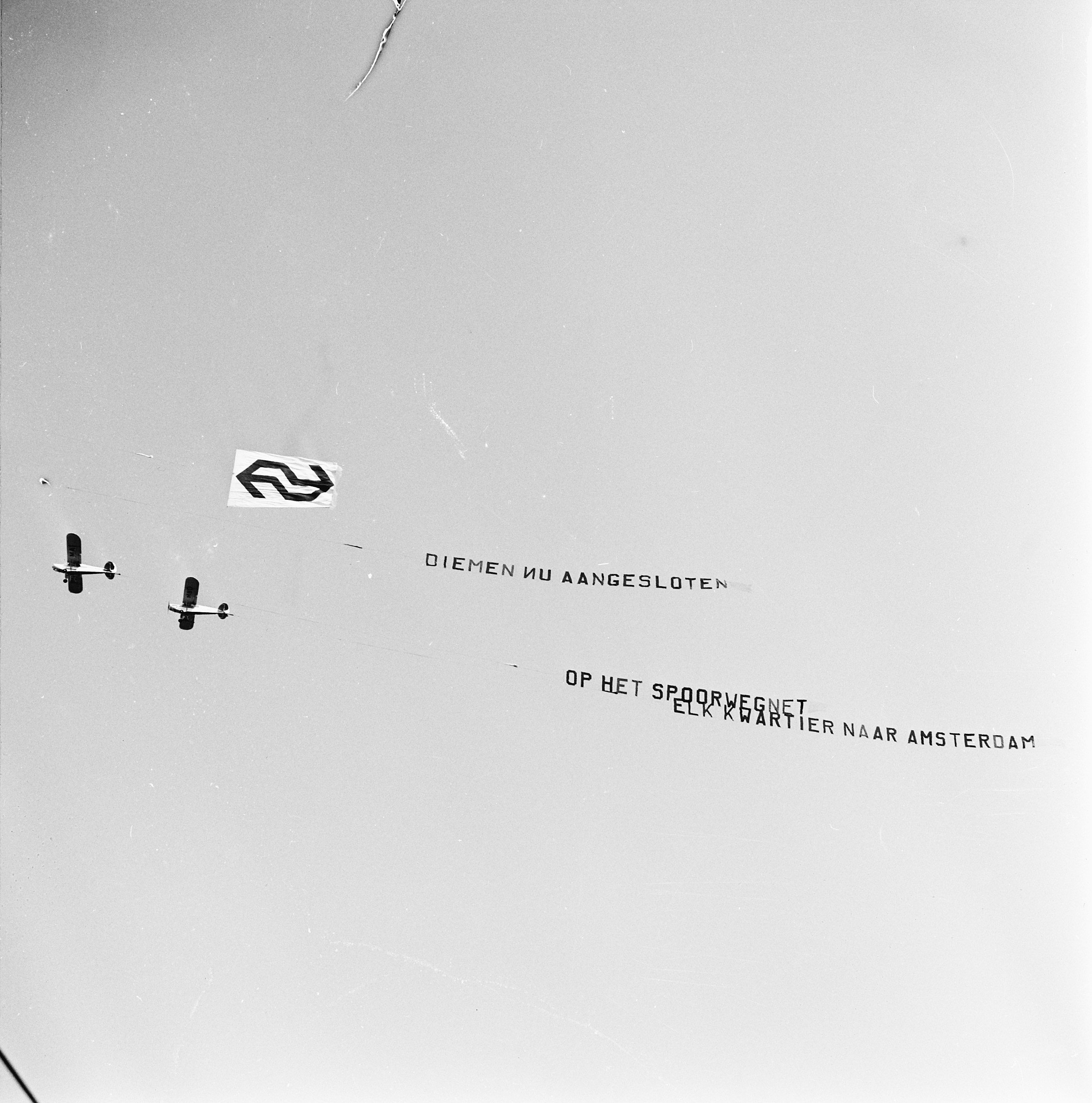
Publicité aérienne de NS à l'occasion de la réouverture de la gare de Diemen en 1974, fermée en 1913.
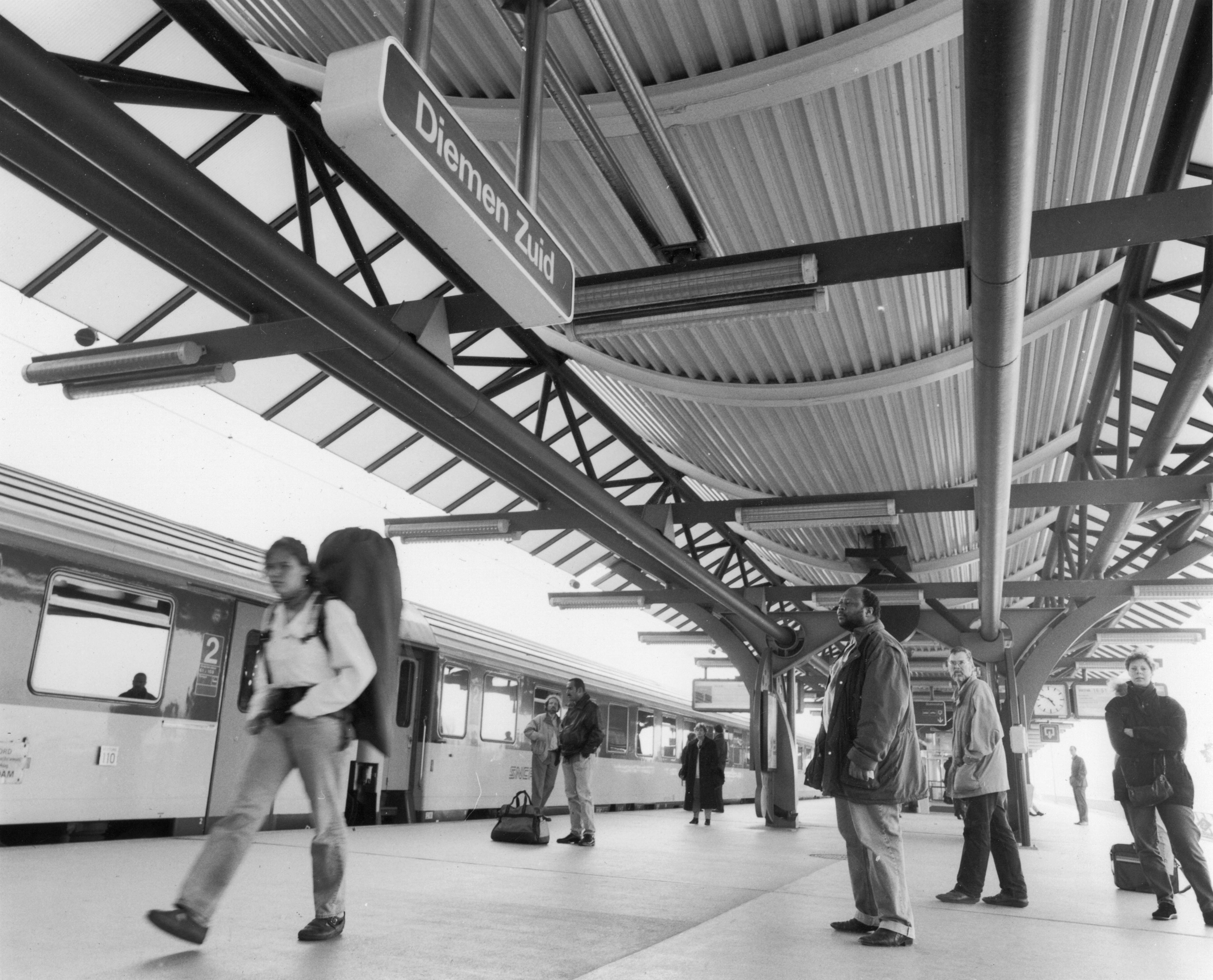
La gare de Diemen-Sud en 1993.
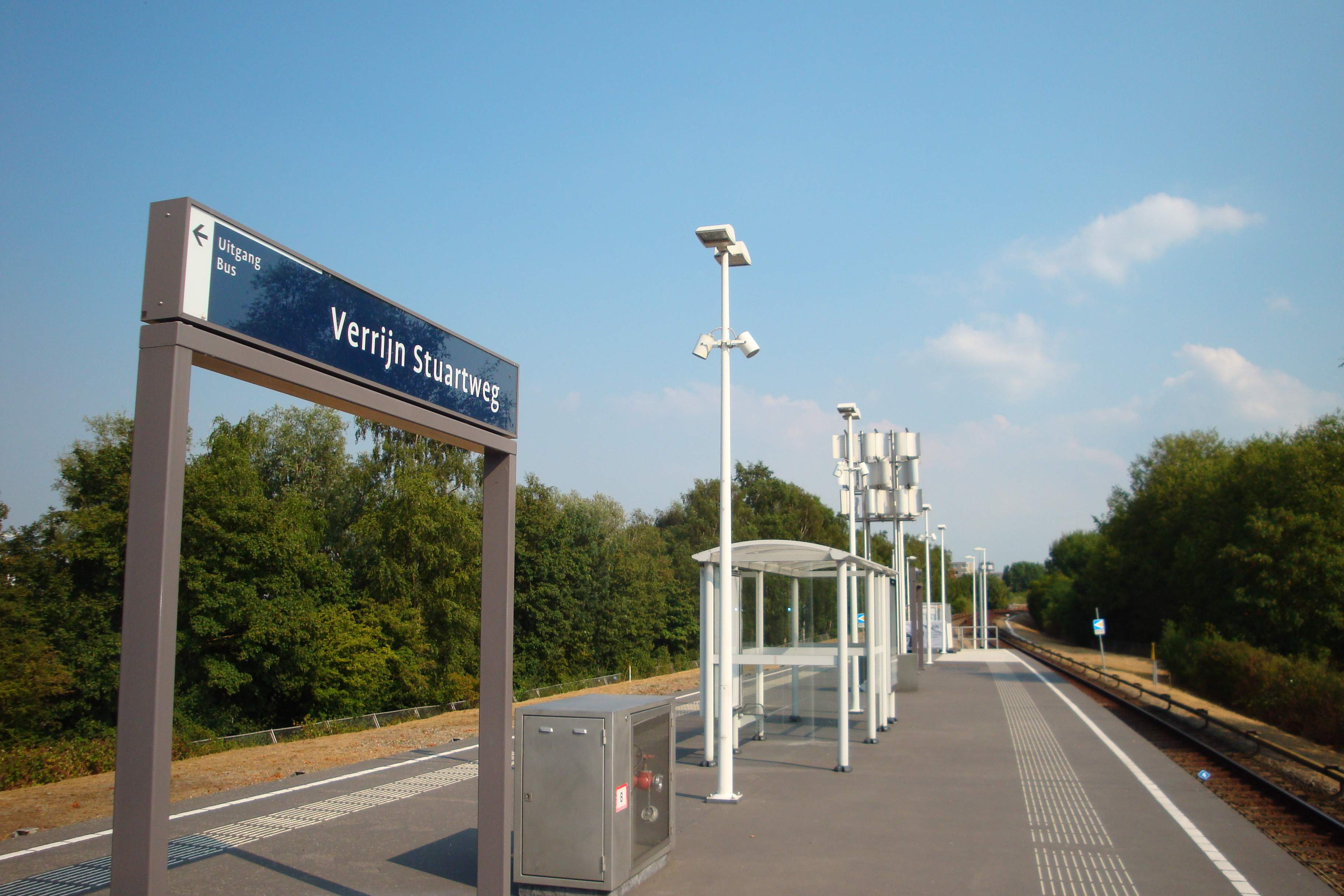
Verrijn Stuartweg sur la ligne 53 du métro d'Amsterdam.

## Personnalités liées à la commune
Les personnalités suivantes sont liées à la commune :
- Joost Veerkamp (né en 1953), illustrateur néerlandais, natif de Diemen ;
- Lange Frans & Baas B (nés en 1980 et 1982), duo de hip-hop et rap néerlandais, formé à Diemen ;
- Levi Heimans (né en 1985), cycliste néerlandais, natif de Diemen.